# Classificació morfològica de les galàxies

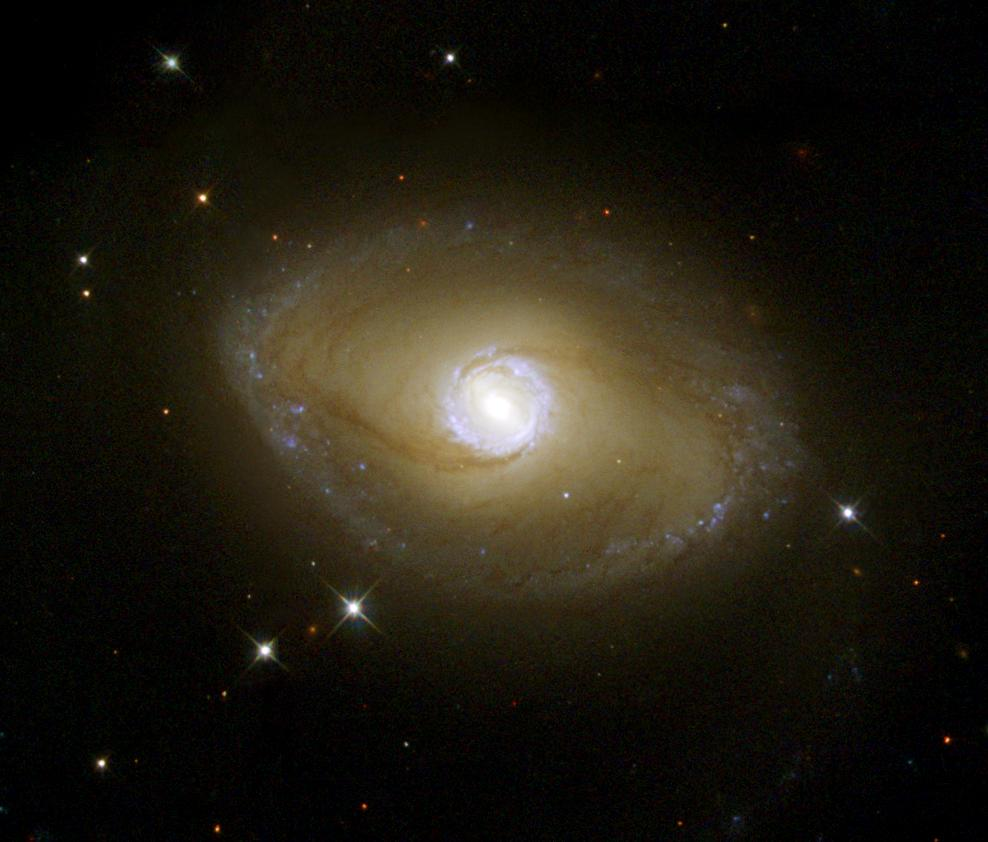
Imatge de la NGC 6782 del Telescopi Espacial Hubble

Les galàxies es poden classificar segons la seva forma i aparença visual. La classificació morfològica és el sistema utilitzat pels astrònoms per a dividir les galàxies en grups segons el seu aspecte visual. Hi ha diversos esquemes en ús pel qual les galàxies es poden classificar d'acord amb la seva morfologia, sent el més famós la seqüència de Hubble, ideat per Edwin Hubble i posteriorment expandit per Gérard de Vaucouleurs i Allan Rex Sandage.

## Tipus de galàxies
Les galàxies presenten una gran varietat morfològica. Els principals tipus de galàxies són: el·líptiques, espirals, espirals barrades, lenticulars i irregulars. També es classifiquen per la mida.

## Seqüència de Hubble
La seqüència de Hubble és un esquema de classificació morfològica de galàxies inventat per Edwin Hubble l'any 1926. Es coneix col·loquialment com el diagrama en diapasó a causa de la forma en què es representa tradicionalment. L'esquema de Hubble divideix les galàxies en tres grans categories basades en la seva aparença visual (originalment en plaques fotogràfiques): Diagrama en diapasó de la seqüència de Hubble

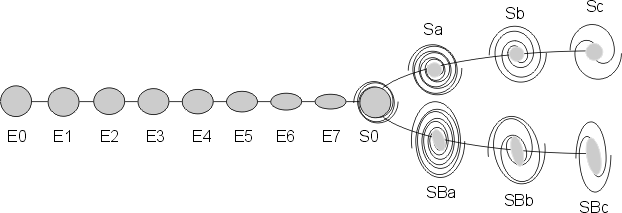
Diagrama en diapasó de la seqüència de Hubble

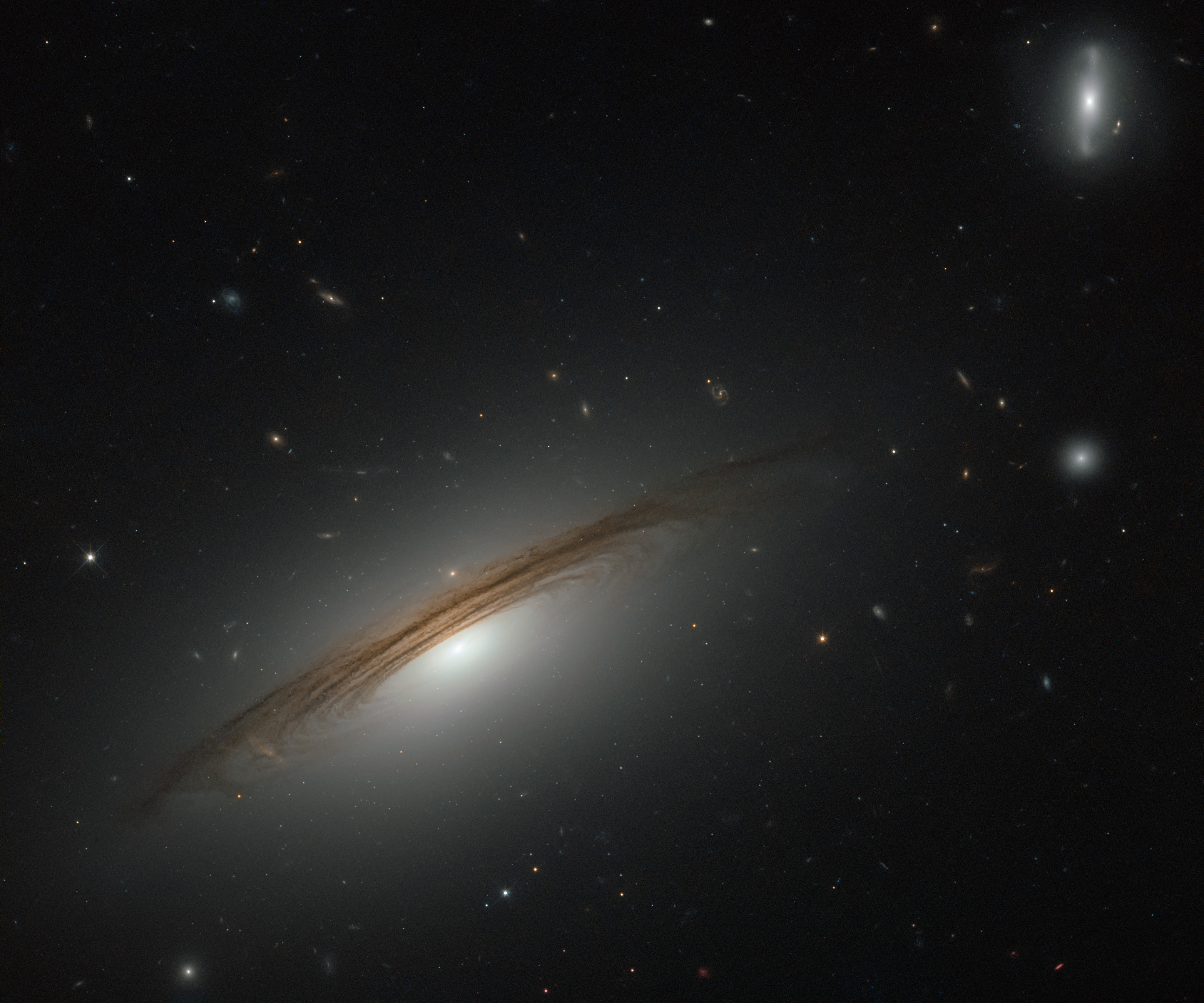
La galàxia d'espiral UGC 12591 està classificada com una galàxia S0/Sa.

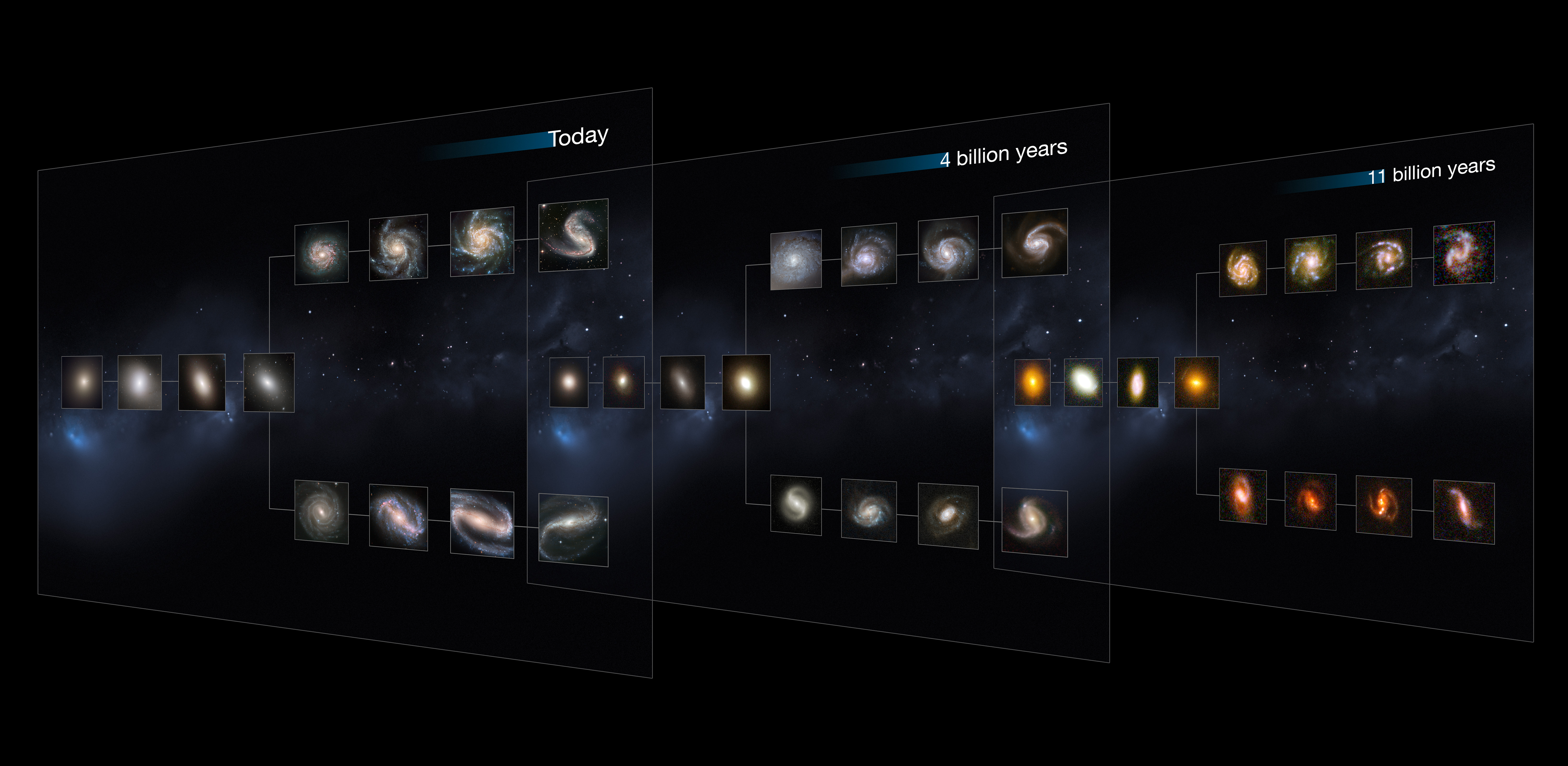
La seqüència de Hubble al llarg de la història de l'univers.

Les galàxies el·líptiques tenen distribucions de llum sense trets suaus i apareixen com el·lipses en les imatges. S'indiquen per la lletra E, seguit d'un nombre enter n que representa el seu grau d'el·lipticitat aparent al cel.
Les galàxies espirals consisteixen en un disc aplanat, amb estrelles formant una estructura espiral (en general de dos braços), i una concentració central d'estrelles conegudes com a bulb, que és similar en aparença a una galàxia el·líptica. Se'ls dona el símbol "S". En aproximadament la meitat de totes les galàxies espirals es va observar que tenien una estructura en forma de barra, que s'estén des del bulb central. A aquestes espirals barrades se'ls dona el símbol "SB".
Les galàxies lenticulars (S0) també consisteixen en un nucli central brillant envoltat per una estructura en forma de disc estès però, a diferència de les galàxies espirals, els discs de les galàxies lenticulars no tenen una estructura espiral visible i no estan formant activament estrelles en quantitats significatives.
Les galàxies irregulars. Les galàxies que no hi caben a la seqüència de Hubble perquè no tenen cap estructura regular (ja sigui en forma de disc o similar a l'el·lipsoïdal), es diuen galàxies irregulars. Hi ha dos tipus de galàxies irregulars:
- Galàxies Irr I: tenen perfils asimètrics i no tenen un nucli central o estructura espiral òbvia, sinó que contenen molts grups individuals d'estrelles joves
- Galàxies Irr II: tenen aparences asimètriques més suaus i no es resolen amb claredat en estrelles individuals o cúmuls estel·lars.

En la seva extensió a la seqüència de Hubble, de Vaucouleurs va anomenar les galàxies Irr I com a "irregulars de Magallanes", per comparació amb els Núvols de Magallanes, dues galàxies satèl·lits de la Via Làctia. El descobriment d'una estructura espiral feble en el Gran Núvol de Magallanes (LMC) va portar de Vaucouleurs a dividir encara més les galàxies irregulars en els quals, igual que la LMC, mostren alguna evidència d'estructura en espiral (aquests es donen el símbol Sm) i els que no tenen cap estructura òbvia, com el Petit Núvol de Magallanes (denotat im). En la seqüència de Hubble estesa, les galàxies irregulars es col·loquen generalment en l'extrem de la branca en espiral del diapasó de Hubble.
Aquestes àmplies classes poden ser esteses per a permetre distincions més fines d'aparença i per a abastar altres tipus de galàxies, com ara galàxies irregulars, que no tenen una estructura regular òbvia (ja sigui en forma de disc o el·lipsoidal).
La seqüència del *Hubble és sovint representada en la forma d'un diapasó de dues puntes, amb les el·líptiques a l'esquerra (amb el grau de *elipticidad augmentant d'esquerra a dreta) i les espirals barrades i no barrades formant les dues puntes paral·leles del diapasó. Les galàxies lenticulars se situen entre les el·líptiques i les espirals, en el punt on les dues puntes es troben amb el "mànec".
Fins al dia d'avui, la seqüència del Hubble és el sistema més comunament utilitzat per a classificar galàxies, tant en la recerca astronòmica professional com en astronomia amateur.

## Sistema de Vaucouleurs

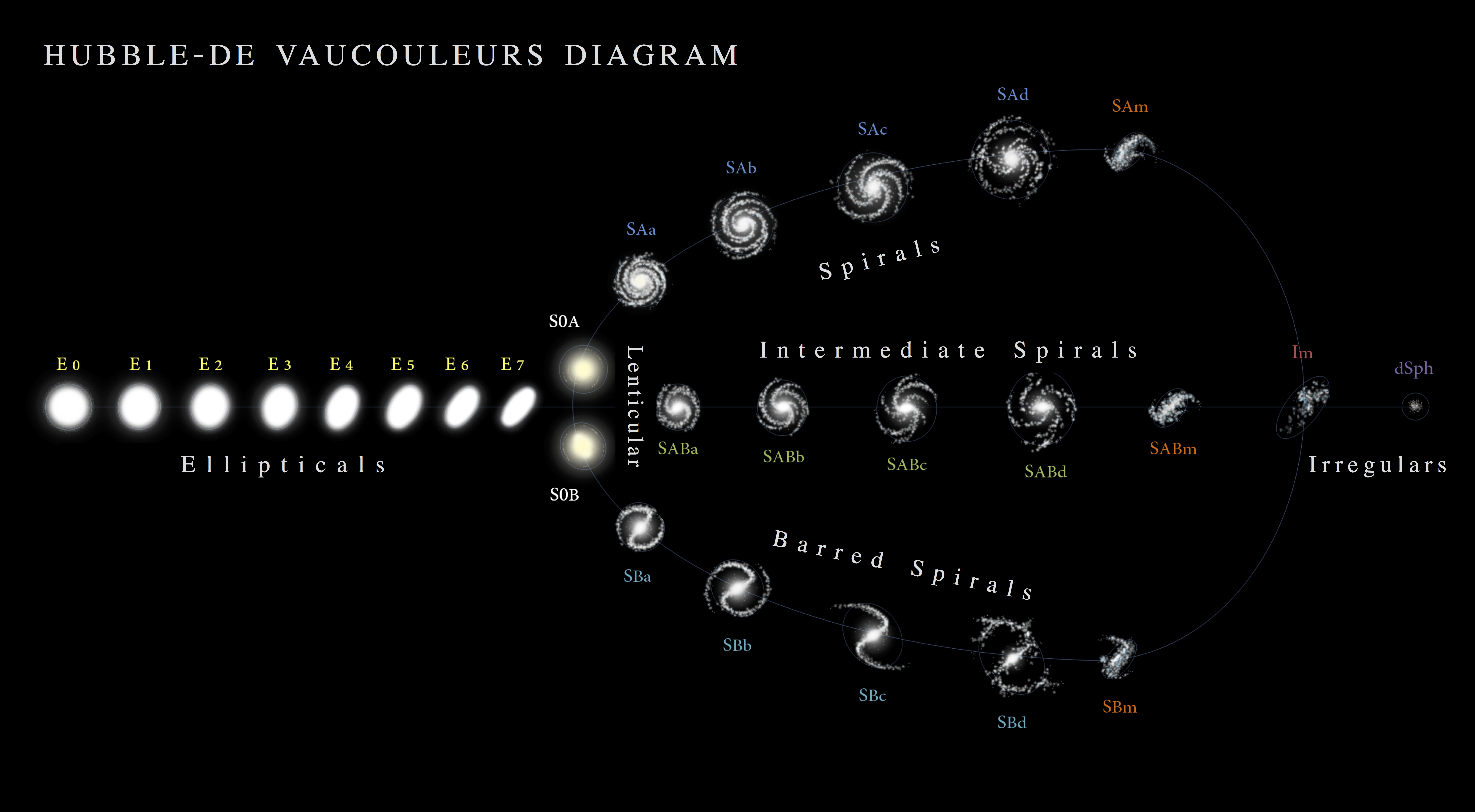
Diagrama de Hubble-de Vaucouleurs sobre la morfologia de galàxies amb galàxies el·líptiques, lenticulars, espirals, espirals intermèdies, espirals barrades i irregulars.

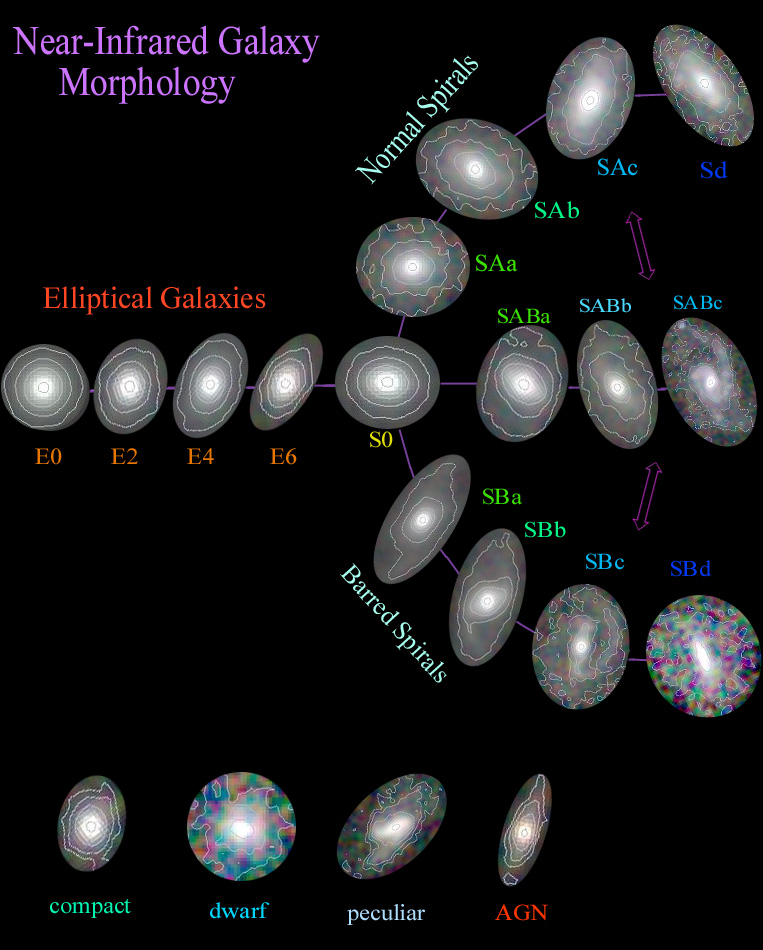
Diagrama de la morfologia de galàxies (Caltech).

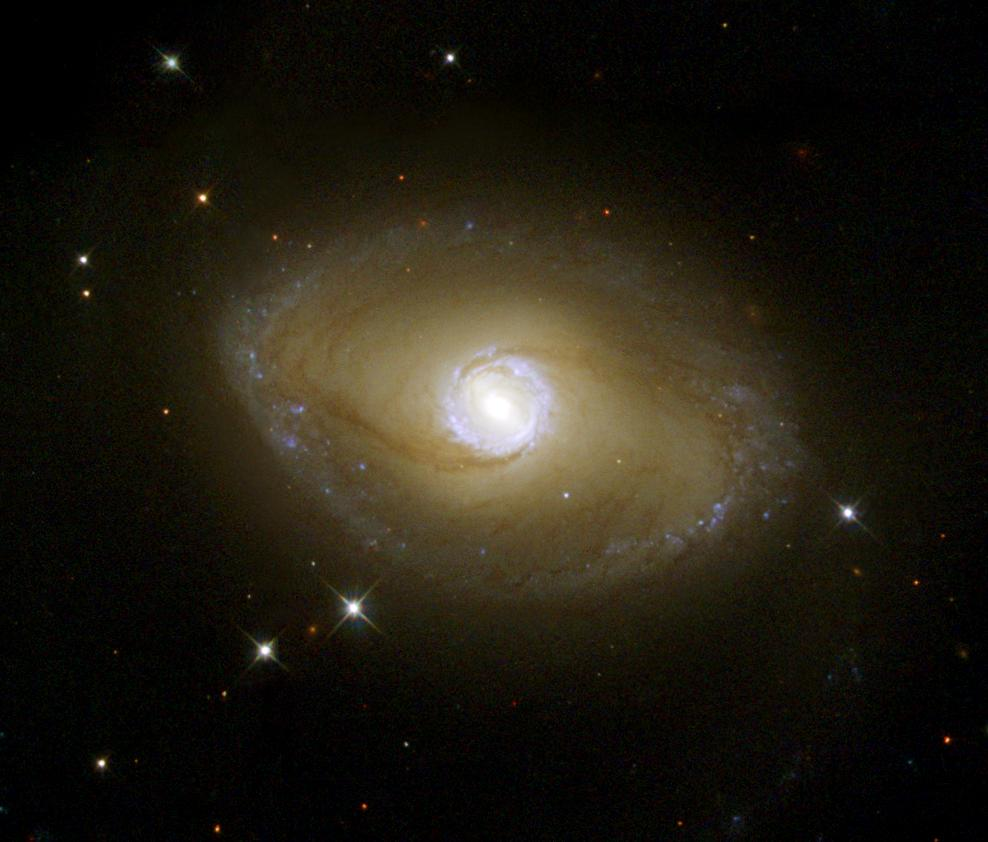
NGC 6782: una galàxia espiral (tipus SB(r)0/a) amb tres anells de radis diferents, així com una barra.

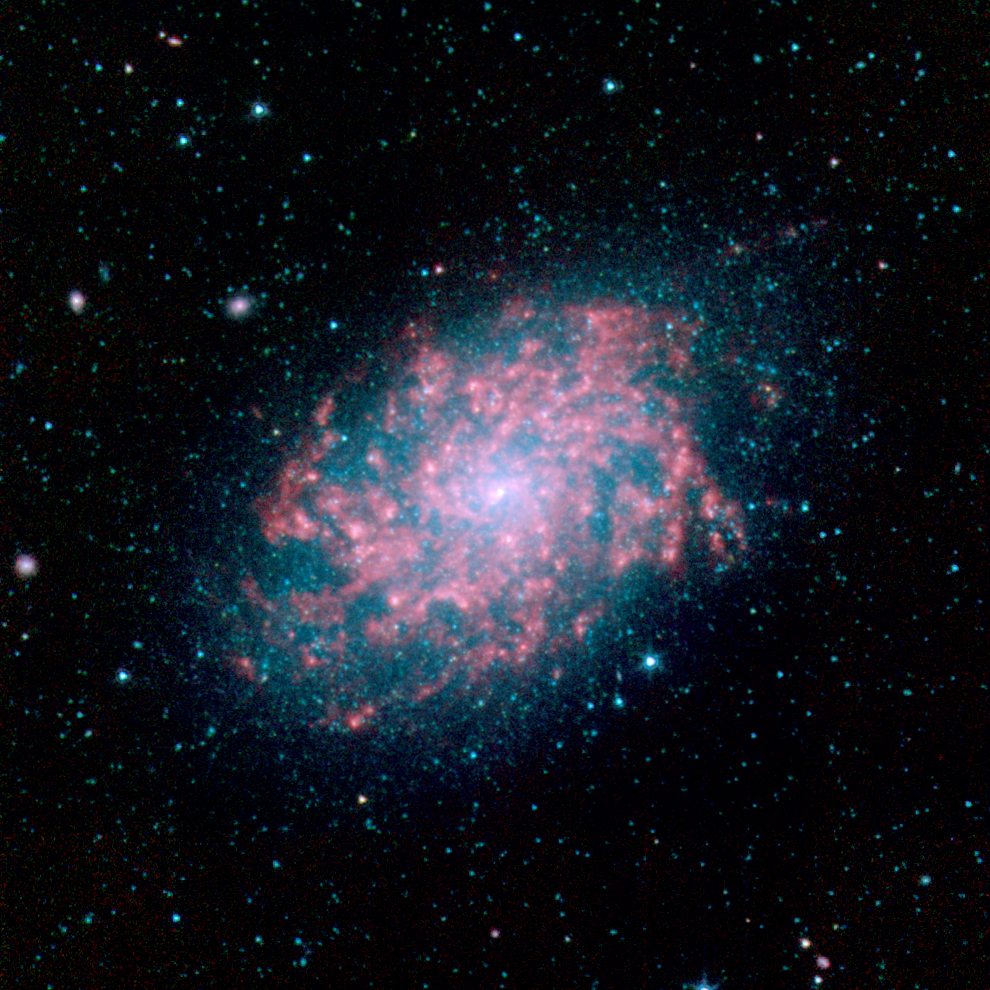
NGC 7793: una galàxia espiral de tipus SA(s)d.

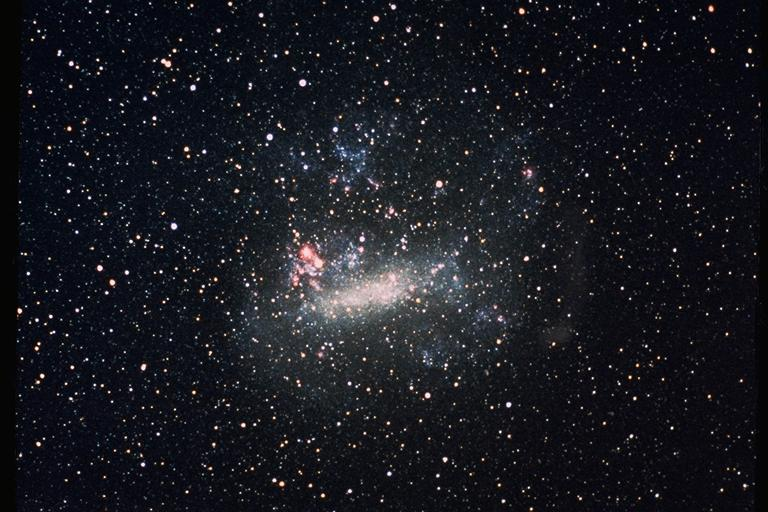
La Gran Núvol de Magallanes: una galàxia tipus SBm.

El sistema de Vaucouleurs per classificar galàxies és una extensió molt utilitzada de la seqüència de Hubble, descrita per primera vegada per Gérard de Vaucouleurs en 1959. De Vaucouleurs va argumentar que la classificació bidimensional del Hubble de galàxies espirals—basada en l'estretor dels braços espirals i la presència o absència d'una barra- no descrivia adequadament el rang complet de les morfologies observades de les galàxies. En particular, va argumentar que els anells i lents són components estructurals importants de les galàxies espirals.
El sistema de Vaucouleurs reté la divisió bàsica de galàxies del Hubble en el·líptiques, lenticulars, espirals i irregulars. Per a complementar l'esquema del Hubble, de Vaucouleurs va introduir un sistema de classificació més elaborat per a galàxies espirals, basat en tres característiques morfològiques:
- Barra. Les galàxies es divideixen en funció de la presència o absència d'una barra nuclear. De Vaucouleurs va introduir la notació SA per a denotar galàxies espirals sense barres, complementant l'ús del SB del Hubble per a espirals en barres. També va permetre una classe intermèdia, denominada SAB, que contenia espirals lleugerament enrevessades.[14] Les galàxies lenticulars també estan classificades com sense barres (SA0) o amb barres (SB0), amb la notació S0 reservada per a aquelles galàxies per a les quals és impossible dir si una barra és present o no (normalment perquè estan a la vora de la línia de visió).
- Anells. Les galàxies es divideixen en aquelles que posseeixen estructures anulars (denominades '(r)') i aquelles que no posseeixen anells (denominades '(s)'). A les anomenades galàxies de 'transició' se'ls dona el símbol (rs).[14]
- Braços en espiral. Com en l'esquema original del Hubble, les galàxies espirals són assignades a una classe basada principalment en l'estretor dels seus braços espirals. L'esquema de Vaucouleurs estén els braços del diapasó del Hubble per a incloure diverses classes addicionals d'espirals:
  - Sd (SBd) - braços difusos, trencats, formats per branques estel·lars individuals i nebuloses; protuberància central molt feble.
  - Sm (SBm) - d'aspecte irregular; no té cap component de protuberància
  - Im - galàxia altament irregular

La majoria de les galàxies en aquestes tres classes van ser classificades com Irr I en l'esquema original del Hubble. A més, la classe Sd conté algunes galàxies de la classe Sc del *Hubble. Les galàxies de les classes Sm i Im es denominen Espirals "Magallàniques" i irregulars, respectivament, després dels Núvols de Magallanes. La Gran Núvol de Magallanes és de tipus SBm, mentre que el Petit Núvol de Magallanes és una irregular (Im).
Els diferents elements de l'esquema de classificació es combinen - en l'ordre en què s'enumeren - per a donar la classificació completa d'una galàxia. Per exemple, una galàxia espiral feblement barrada amb braços solts i un anell es denomina SAB(r)c.
Visualment, el sistema de Vaucouleurs pot ser representat com una versió tridimensional del diapasó del Hubble, amb escenari (espiral) en l'eix x-eix, família (barredness) en l'eix i-eix, i varietat (ringedness) en l'eix z-eix.

### Etapa numèrica de Hubble
De Vaucouleurs també va assignar valors numèrics a cada classe de galàxia en el seu esquema. Els valors de l'etapa numèrica de Hubble T van de -6 a +10, amb nombres negatius corresponents a galàxies de tipus primerenc (el·líptiques i lenticulars) i nombres positius a tipus tardans (espirals i irregulars). Les galàxies el·líptiques es divideixen en tres 'etapes': el·líptiques compactes (ce), el·líptiques normals (E) i tipus tardans (E+). Els lenticulars se subdivideixen de manera similar en tipus primerenc (S-), intermedi (S0) i tardà (S+). Les galàxies irregulars poden ser de tipus magallànic (T = 10) o 'compacte' (T = 11).
| Etapa de Hubble: "T".       | −6 | −5 | −4 | −3   | −2   | −1  | 0    | 1  | 2    | 3  | 4    | 5  | 6   | 7  | 8      | 9     | 10    | 11 |
| de Vaucouleurs class        | cE | E  | E+ | S0 - | S0 0 | S0+ | S0/a | Sa | Sab  | Sb | Sbc  | Sc | Scd | Sd | Sdm    | Sm    | Im    |    |
| classe aproximada de Hubble | E  | E  | E  | S0   | S0   | S0  | S0/a | Sa | Sa-b | Sb | Sb-c | Sc | Sc  | Sc | Sc-Irr | Irr I | Irr I |    |

L'ús d'etapes numèriques permet més estudis quantitatius de la morfologia de les galàxies.

### Exemples
La galàxia NGC 1512 és de tipus morfològic SB(r)ab. SB indica que es tracta d'una espiral barrada. Espiral barrada SB. Un anell (r) envolta la bombeta central. Les lletres ab indiquen un enrotllament intermedi dels braços entre a i b.
La galàxia NGC 4314 és de tipus morfològic SB(rs)a. SB indica que es tracta d'una espiral barrada. Un pseudoanell (rs) envolta el bulb. La lletra 'a' indica una curvatura atapeïda dels braços.
La galàxia NGC 3081 és de tipus morfològic (R)SAB0/a(r). És una espiral SAB feblement barrada, però el codi 0/a indica que és una galàxia intermèdia entre una espiral Sa i una lenticular S0. Un anell (r) envolta la bombeta central. Un anell (R) envolta la galàxia.

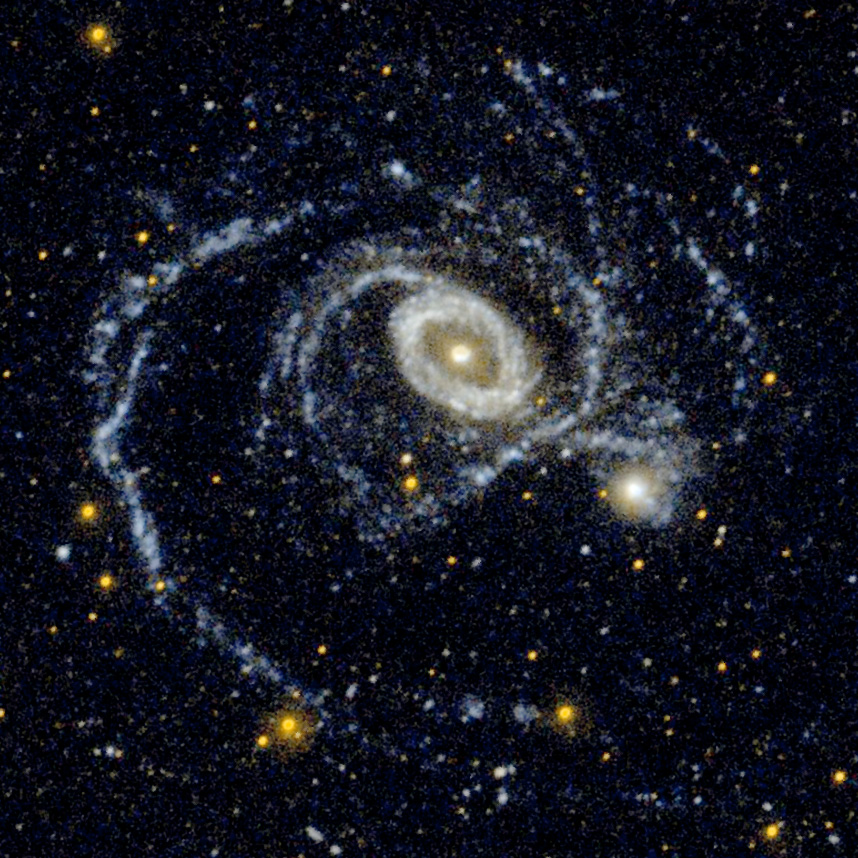
Galàxia NGC 1512 de tipus SB(r)ab. (Galaxy Evolution Explorer)
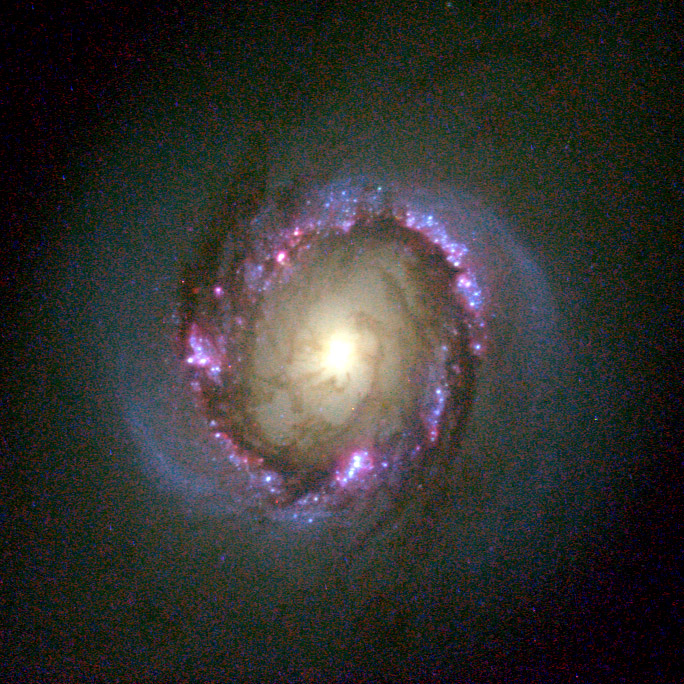
Galàxia NGC 4314 de tipus SB(rs)a. (Telescopi espacial Hubble)
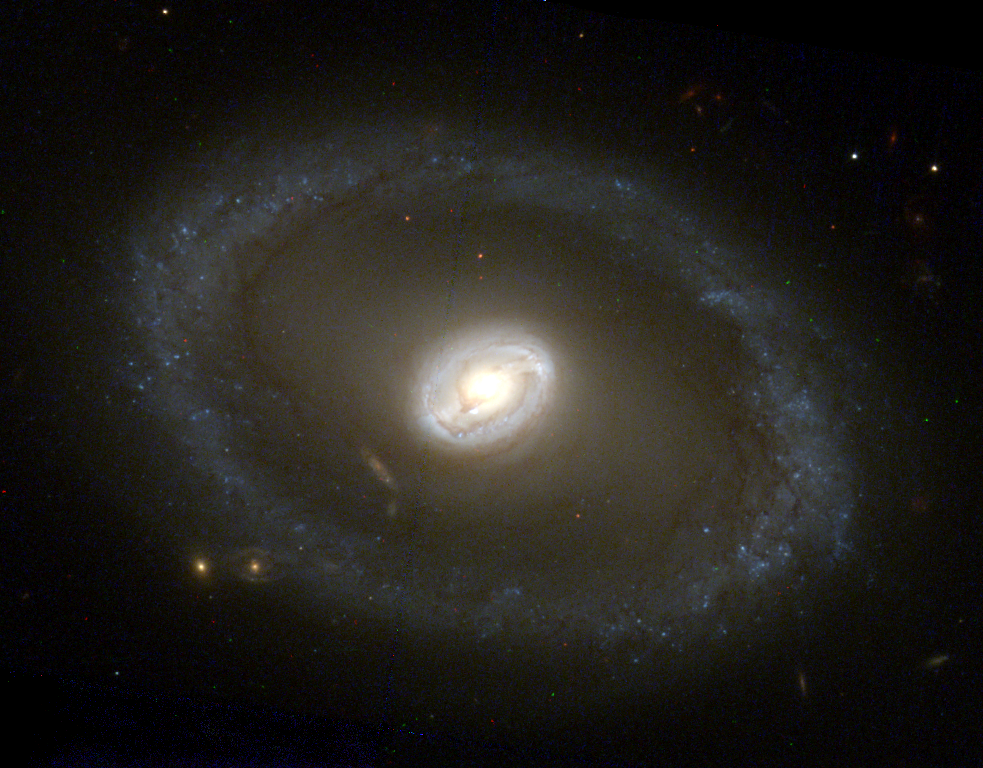
Galàxia NGC 3081 de tipus (R)SAB0/a(r) (Telescopi espacial Hubble)

## Esquema de Yerkes (o Morgan)
Creat per l'astrònom americà William Wilson Morgan. Juntament amb Philip Keenan, Morgan va desenvolupar el sistema MK per a la classificació d'estrelles a través dels seus espectres. L'esquema de Yerkes utilitza l'espectre d'estrelles en la galàxia; la forma, real i aparent; i el grau de concentració central per a classificar les galàxies.
| Tipus espectral | Explicació               |
| --------------- | ------------------------ |
| a               | Estrelles A prominents   |
| af              | Estrelles A-F prominents |
| f               | Estrelles F prominents   |
| fg              | Estrelles F-G prominents |
| g               | Estrelles G prominents   |
| gk              | Estrelles G-K prominents |
| k               | *Estrelles K prominents  |

| Forma galàctica | Explicació                                                               |
| --------------- | ------------------------------------------------------------------------ |
| B               | Espiral reixada                                                          |
| D               | Simetria de rotació sense estructura en espiral o el·líptica pronunciada |
| E               | El·líptic                                                                |
| Ep              | El·líptic amb absorció de pols                                           |
| I               | Irregular                                                                |
| L               | Sota lluentor superficial                                                |
| N               | Nucli brillant petit                                                     |
| S               | Espiral                                                                  |

| Inclinació | Explicació                  |
| ---------- | --------------------------- |
| 1          | La galàxia és "cara a cara" |
| 2          |                             |
| 3          |                             |
| 4          |                             |
| 5          |                             |
| 6          |                             |
| 7          | La galàxia és a la vora     |

Així, per exemple, la Galàxia d'Andròmeda es classifica com kS5.